# Catedral de Santa María (Jalandhar)
La Catedral de Santa María en Jalandhar, Punjab, India, es la sede del obispo de la Diócesis de Jullundur. La catedral se encuentra en el acantonamiento de Jalandhar. La antigua iglesia en el mismo sitio fue dedicada a San Patricio y fue construida con el impulso del Reverendo P. John Mc Donnel, del Vicariato Apostólico de Agra en 1847. Inicialmente, el área estaba bajo la Diócesis de Lahore. En 1952, después de la partición, la Misión Católica del estado indio de Punjab, fue elevada a la condición de la prefectura apostólica con su sede ubicada en Jalandhar y fue entregada por la provincia belga de los misioneros capuchinos a la provincia británica. La iglesia en Jalandhar se convirtió en la iglesia madre de Punjab. Con la erección de la nueva diócesis de Jalandhar en 1971, esta iglesia se ganó el estatus de la catedral de la diócesis. En 1987, se inició la demolición de la antigua iglesia y la primera piedra que había sido bendecida por el Papa Juan Pablo II para la nueva iglesia fue colocada el 19 de abril de 1987 por el Reverendo Dr. Symbhorian Keeprath, obispo de Jalandhar. La nueva catedral fue inaugurada el Día de la Independencia, el 29 de octubre de 1989.